# قلعة بني قحطان
قلعة بني قحطان هي إحدى القلاع المنتشرة على امتداد سلسلة جبال الساحل السوري في محافظة اللاذقية غرب سوريا. وتبعد القلعة حوالي 40 كم عن مدينة اللاذقية، وتعتبر القلعة مدمرة بشكل كبير حيث لم يعد هناك الكثير مما تبقى منها.

## تاريخ
أول تحصين بني فيها كان على يد البيزنطيين في العام 1030م، ثم احتلها الصليبيون عام 1111م، حوالي عام 1131م إستولى عليها سكان الجبال، حتى استولى عليها صلاح الدين الأيوبي، ثم أُهملت القلعة لعدم أهميتها العسكرية، ويظن البعض أنها قصر أمير أو قائد عسكري، أكثر من كونها قلعة. حديثاً استعادت القلعة بعض أهميتها، فإعتنت بها وزارة السياحة، نظرا لموقعها السياحي قرب وادي الملوك، ويلاحظ وجود بعض المنازل ضمن حرم القلعة، ووجود نشاط زراعي في أراضيها مما تسبب بتخريب قسم كبير من القلعة.

## قلعة بني قحطان (قرية ومصيف)
بلدة ومصيف رائع يقع بالقرب من قلعة بني قحطان واكتسبت البلدة اسمها منها، تتبع لناحية حرف المسيترة منطقة القرداحة محافظة اللاذقية.
تمتاز قلعة بني قحطان بطبيعة خلابة وموقع ساحر مميز وبوجود نبع مياه جوفية نقية وجبال وغابات رائعة المنطقة مقصد للسياح والزوار للتمتع بالطبيعة الرائعة، وتشهد حاليا إنشاء منتجع سياحي يشمل فندقا «ثلاث نجوم» ويضم 71 غرفة و90 سريراً و540 كرسياً في المطعم.